# Alplhaus
Das Alplhaus (früher auch Alpelhaus) ist eine unbewirtschaftete Alpenvereinshütte der Sektion München des DAV. Die Selbstversorgerhütte liegt oberhalb von Telfs im Alpltal auf 1506 m ü. A. im österreichischen Bundesland Tirol. Die ganzjährig geöffnete Hütte kann nur von Alpenvereinsmitgliedern gebucht werden, ein Schlüssel ist erforderlich.

## Geschichte
1865 wurde die erste Hütte von Matthias Seng, einem Bauern aus Wildermieming, als Sommersitz erbaut. Hermann von Barth schreibt in seinem Buch Aus den Nördlichen Kalkalpen, wie er 1873 über den Keller einstieg und das Alpelhaus bei seiner Erkundung der Mieminger Berge als Unterschlupf nutzte.
1890 wurde das Alpelhaus von der Sektion München des Deutschen und Österreichischen Alpenvereins (DuOeAV) erworben.
Zwischen 15. und 17. März 1921 brannte die Hütte ab und wurde bis auf die Umfassungsmauern vollständig zerstört, nachdem eingebrochen und sie ausgeraubt wurde. 1924 wurde die Hütte von Grund auf neu errichtet, die alten Grundmauern waren nicht mehr zu gebrauchen. Die Kosten des Baus betrugen rund 150 Millionen Kronen.
1939 kaufte die Sektion München des Deutschen Alpenvereins (DAV) für 300 Reichsmark rund 2000 m² Grund rund um das Alpelhaus von der Gemeinde Telfs.
Nach dem Zweiten Weltkrieg stand die Hütte bis 1956 unter treuhändischer Verwaltung des Österreichischen Alpenvereins.
In den Jahren 2017 und 2018 fand eine Generalsanierung inklusive Brandschutzsanierung der Hütte statt.

## Zugänge
- von Telfs über den Klammersteig 3,0 Std.
- von Telfs durch das Rinnertal 3,0 Std.
- Wildermieming über Ochsenbrünnl 2,0 Std.
- Wildermieming über Sagkapelle 2,0 Std.[10]

## Übergänge
- Tillfußalm

## Gipfelbesteigungen
- Westgipfel der Hohen Munde 2659 m 3,0 Std.
- Karkopf 2471 m 2 Std.
- Hochwand 6–7,5 Std.[11]

## Karten
- Alpenvereinskarte 4/2 Wetterstein- und Mieminger Gebirge Mitte (1:25.000)